# Nelson Riis
Pour les articles homonymes, voir Riis.
Nelson Andrew Riis (né le 10 janvier 1942) est un homme politique canadien de la Colombie-Britannique. Il est député fédéral néo-démocrate de la circonscription britanno-colombienne de Kamloops—Shuswap de 1980 à 1988 et de Kamloops de 1988 à 2000.

## Biographie
Né à High River en Alberta, Riis exerce le métier d'enseignant de géographie dans les écoles publiques du niveau post-secondaire. Il enseigne également à ce qui deviendra l'université Thompson-Rivers.
De 1973 à 1978, il exerce la fonction de conseiller municipal (alderman) à Kamloops ainsi que de commissaire scolaire de 1978 à 1980. Riis est très actif dans la région de Kamloops entre autres en tant que directeur du district régional de Thompson-Nicola. Il est membre de la Société géographique royale du Canada.
Élu en 1980 et réélu en 1984, il occupe la fonction de leader parlementaire néo-démocrate de 1986 à 1996 et de critique en matière de Finances pendant plusieurs années. De 1996 à sa défaite en 2000, il occupe la fonction de président du caucus. Durant cette période, il anime une émission télévisée hebdomadaire, siège sur plusieurs comités et écrit des chroniques dans plusieurs journaux de la Colombie-Britannique.
Considéré comme faisant partie de l'aile droite des Néo-démocrate, Riis est un auteur contributeur d'un rapport libertarien de l'Institut Fraser sur la façon d'utiliser les surplus fiscaux. Il contribue à la prise en compte des petites entreprises dans les positions néo-démocrates. Son positionnement entraine plusieurs rumeurs durant les années 1980 selon lesquelles Brian Mulroney était enclin à lui offrir un poste dans son cabinet si Riis était disposé à se rallier (Crossing the floor) aux Progressiste-conservateur.
Durant sa carrière parlementaire, il introduit un projet de loi afin de faire du hockey sur glace le sport national du Canada. Peu de temps après le 9 août 1988, moment de la transaction menant à l'échange de Wayne Gretzky des Oilers d'Edmonton vers les Los Angeles Kings, Riis a tenté de convaincre le gouvernement de se positionner pour bloquer l'échange.
Après la défaite de 2000, Riis devient cadre pour Canadian Rockport Homes International, une compagnie de construction à prix modiques de maisons modulaires.